# 나나와 카오루
《나나와 카오루》(일본어: ナナとカオル)는 2008년 1월부터 「영 애니멀 아라시」에서 연재된 아마즈메 류타 원작의 일본 만화로, SM을 소재로 한 러브 코미디 만화다. 2009년 「영 애니멀」로 연재처를 옮긴 후 2016년 8월까지 연재되어 단행본 전 18권으로 완결되었다.

## 줄거리
스기무라 카오루는 옆집에 살고 있는 치구사 나나와 소꿉친구 사이로, 나나를 좋아하며 평소 SM에 깊은 흥미와 지식을 가지고 있다. 카오루는 성적이 나쁘며, 언행으로 인해 "키모무라"(기분 나쁜 스기무라)라는 별명을 가지고 있고, 나나는 성적이 우수한 학생으로서 학생회와 부활동에서도 신임을 받기 때문에 학교 내에서 평판이 높은 인물이다.
어느날 나나는 잠시 주춤해진 성적으로 선생님에게 상담을 받으며 마음에 여유를 갖으라는 조언을 듣는다. 그날 오후 카오루의 어머니는 카오루를 야단치기 위해 그가 모아왔다는 "알 수도 없는 물건"을 숨긴다며 나나에게 물건을 오늘만 맡아달라 하는데, 봉투를 열어본 나나는 안에 들어있는 본디지 의상을 보고 당황하지만, 이내 거울속 자신을 바라보며 의상을 착용해본다. 하지만 옷에 부착된 자물쇠를 실수로 잠가버린 그녀는 자물쇠를 열기 위해 카오루에게 찾아가고, 카오루의 명령에 부끄러운 꼴만 잔뜩 보이다 머리가 새하얘진다.
다음날, 나나는 전날의 일로 공부도 하지 못한 시험에서 1등을 차지했고, 선생은 혹시 괜찮은 휴식거리를 찾은게 아니냐며 말을 건다. 이를 계기로 나나는 카오루에게 휴식을 이유로 여러 가지 플레이를 부탁하게 된다.

## 주요 등장인물
등장인물의 성은 관능 소설 작가에서 가져왔다.
- 스기무라 카오루(杉村薫): 작품의 주인공으로 보충 수업, 유급이 아슬아슬한 학생들이 모인 F반에 속해있다. 취미는 SM을 망상하는 것이며, SM에 관련한 물건들을 여럿 가지고 있다. 작은 키에 못생긴 얼굴을 하고 있으며 "키모무라"라는 별명으로 불린다. 바느질과 요리가 특기다. 이름은 스기무라 하루야(杉村春也)에서 따왔다.

- 치구사 나나(千草奈々): 작품의 주인공으로 성적이 우수한 학생들이 모인 A반에 속해있다. 도쿄대에 합격해 변호사가 되는 것을 목표로, 학생회 부회장을 맡고 있으며 육상부의 에이스이기도 하다. 인망도 좋고 후배에게 존경받는 선배이지만 실제론 서툰 점이 많고, 지나치게 성실하고 강한 정의감에 타인의 부탁을 거절하지 못해 스트레스를 겪는다. 이름은 치구사 타다오(千草忠夫)에서 따왔다.

- 타치 료코(館涼子): 육상부에 소속된, 카오루의 또다른 파트너이다. 처음엔 SM에 대해 비판적인 생각을 가지고 있었지만, 실제로 경험해 본 이후로 나나와 카오루 사이의 "휴식"에 본인 역시 참여하게 된다. 이름은 타테 준이치(館淳一)에서 따왔다.

- 타치바나 미츠코(橘満子): 카오루가 자주 방문하는 성인용품 가게 "Fun Love"의 미인 점장으로, 도쿄대 문학부에서 일본사를 전공했다. 이따금씩 카오루와 나나의 SM 플레이에 도움을 준다. 이름은 타치바나 신지(橘真児)에서 따왔다.

- 사라시나 슈타로(更科修太郎): 카오루가 존경하는 SM 소설 작가로, 카오루의 플레이는 사라시나에게서 영향을 받은 것이 많다. 타치바나의 파트너이며, 그녀의 주인님으로 여겨지고 있다. 이름은 인터넷 작가 사라시나(更科)에서 따왔다.

## 미디어

### 단행본
《나나와 카오루》는 하쿠센샤의 만화 레이블인 제트 코믹스에서 출판되었다. 단 마지막 18권만은 영 애니멀 코믹스를 통해 출판되었다.
- 출판 정보

1. 2008년 12월 5일 발매. ISBN 978-4-592-14561-5
2. 2009년 6월 5일 발매. ISBN 978-4-592-14562-2
3. 2010년 1월 29일 발매. ISBN 978-4-592-14563-9
4. 2010년 5월 28일 발매. ISBN 978-4-592-14564-6
5. 2010년 10월 29일 발매. ISBN 978-4-592-14565-3
6. 2011년 3월 29일 발매. ISBN 978-4-592-14566-0
7. 2011년 10월 28일 발매. ISBN 978-4-592-14567-7
8. 2012년 5월 5일 발매. ISBN 978-4-592-14568-4
9. 2012년 9월 28일 발매. ISBN 978-4-592-14569-1
10. 2013년 4월 26일 발매. ISBN 978-4-592-14570-7
11. 2013년 7월 29일 발매. ISBN 978-4-592-14676-6
12. 2014년 1월 29일 발매. ISBN 978-4-592-14677-3
13. 2014년 8월 29일 발매. ISBN 978-4-592-14678-0
14. 2014년 12월 26일 발매. ISBN 978-4-592-14679-7
15. 2015년 4월 28일 발매. ISBN 978-4-592-14680-3
16. 2015년 12월 25일 발매. ISBN 978-4-592-14684-1
17. 2016년 4월 28일 발매. ISBN 978-4-592-14685-8
18. 2016년 10월 28일 발매. ISBN 978-4-592-14689-6

《나나와 카오루 Black Label》 역시 제트 코믹스를 통해 출판되었다.
- 출판 정보

1. 2011년 7월 5일 발매. ISBN 978-4-592-14691-9
2. 2012년 5월 29일 발매. ISBN 978-4-592-14692-6
3. 2013년 2월 27일 발매. ISBN 978-4-592-14693-3
4. 2013년 12월 27일 발매. ISBN 978-4-592-14694-0
5. 2014년 7월 29일 발매. ISBN 978-4-592-14695-7

### 애니메이션
애니메이션은 OVA의 형태로 제작되었다. AIC PLUS+에서 제작했으며, 감독은 오카모토 히데키가, 캐릭터 디자인 및 작화 감독은 와타나베 아츠코가 맡았다. 이 작품은 2011년 3월 29일 발매되었다.

### 실사 영화
총 두 편의 실사 영화가 제작되었다. 첫 영화는 2011년 3월 19일에, 속편은 2012년 9월 8일 공개되었다. 두 편 모두 시미즈 아츠시가 감독했다. 스기무라 역엔 토치하라 라쿠토가, 치구사 역엔 나가세 마호가 캐스팅되었다.